# Nannastacus suhmi
Nannastacus suhmi is een zeekommasoort uit de familie van de Nannastacidae. De wetenschappelijke naam van de soort is voor het eerst geldig gepubliceerd in 1886 door Sars.